# Léon Vaudoyer
Léon Vaudoyer (Parigi, 7 giugno 1803 – Parigi, 9 febbraio 1872) è stato un architetto francese.
Fu nonno dello scrittore e poeta francese Jean-Louis Vaudoyer.

## Biografia

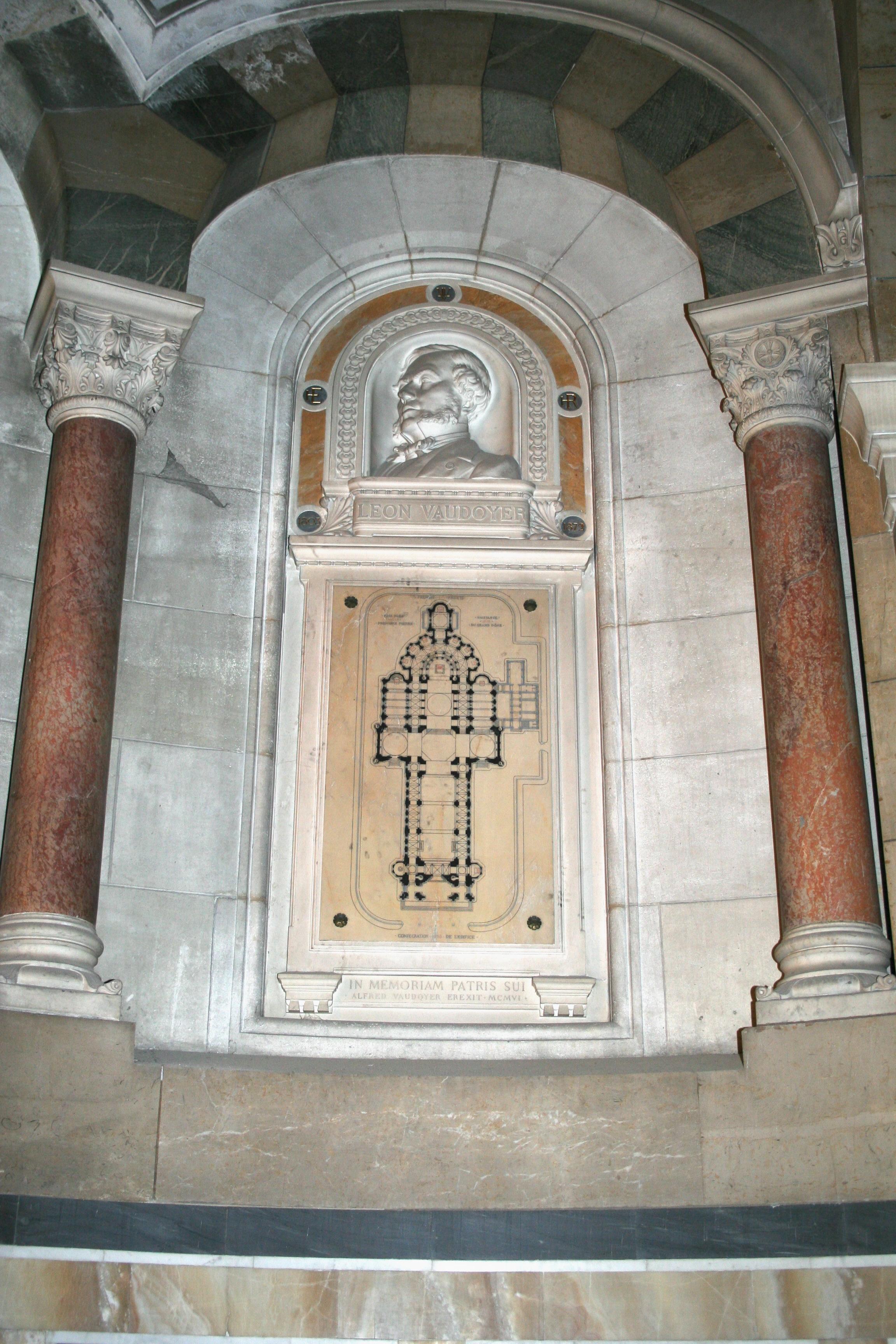
Monumento a Léon Vaudoyer (1906), cattedrale Sainte-Marie-Majeure de Marseille.

Allievo della Scuola nazionale superiore di belle arti, nello studio del padre, Antoine Vaudoyer, Léon Vaudoyer ottenne il prix de Rome per l'architettura nel 1826 e il primo premio al concorso per la costruzione dell'hôtel de ville di Avignone nel 1838. Soggiornò a Villa Medici dal 1826 al 1832.
Nel 1828 realizzò, insieme a Paul Le Moyne (busto) e Louis Desprez, il Monumento a Nicolas Poussin per la Basilica di San Lorenzo in Lucina a Roma, che gli venne commissionato da Chateaubriand.
Nel 1833 Vaudoyer aprì il suo studio per formare allievi architetti presso la Scuola di Belle Arti di Parigi. Fu nominato primo ispettore dei lavori dei palazzi del Consiglio di Stato e della Corte dei Conti nel medesimo anno.
Partecipò all'Encyclopédie nouvelle di Pierre Leroux e Jean Reynaud dal 1834 al 1836.
Fu nominato architetto del Conservatoire national des arts et métiers nel 1838 e membro della Commissione delle arti e degli edifici religiosi nel 1848.
Nel 1853 fu nominato ispettore generale degli edifici diocesani insieme a Léonce Reynaud e a Eugène Viollet-le-Duc.
L'anno successivo divenne architetto diocesano dell'Arcidiocesi di Marsiglia.
Nel 1868 fu eletto alla sezione architettura dell'Accademia delle Belle Arti di Parigi (seggio n. 1) in sostituzione di Louis-Hippolyte Lebas.
Sposò nel 1860 Mary Ann Bulkley (madre di William Bouwens van der Boijen), dalla quale ebbe il futuro architetto Alfred Vaudoyer, poi, nel 1869, sposò Marie-Joséphine-Clémence Mira.
La rue Léon-Vaudoyer, nel VII arrondissement di Parigi, è così dedicata in suo onore

## Opere
(Elenco incompleto)
- Costruzione dell'Hôtel de ville di Avignone (1838)
- Ampliamento, insieme a Gabriel-Auguste Ancelet, degli edifici del priorato di Saint-Martin-des-Champs, occupato dal  Conservatoire national des arts et métiers e nuova facciata di stile neo-fiammeggiante per la chiesa (a partire dal 1845)
- Costruzione della cattedrale Sainte-Marie-Majeure de Marseille (a partire dal 1852; ma il Vodoyer non fece in tempo a vederla realizzata poiché morì nel 1872 e l’opera fu proseguita dal suo allievo e assistente Henri-Jacques Espérandieu)
- Isolamento, sgombero dei dintorni e ampliamento della Sorbona a Parigi (a partire dal 1852)